# نور حياتي علي السقاف
نور حياتي علي السقاف، (بالإنجليزية: Nurhayati Ali Assegaf)‏، سياسية أندونيسية، ولدت في مدينة سولو 17 يوليو 1963، وهي متزوجة ولديها وابنتان وولدان، وحفيد واحد.

## سيرتها العملية
- تعمل حاليا رئيسة اللجنة التنسيقية لاجتماع النساء البرلمانيات في الاتحاد البرلماني الدولي (IPU) ونائبة رئيس لجنة التعاون البرلماني لمجلس النواب في جمهورية إندونيسيا.

- كانت عضوا في مجلس النواب منذ عام 2004 ، وقد تم إعادة انتخابها عام 2009.

- خلال فترة عضويتها لمجلس النواب الإندونيسي (2004-2009) عينت موظفة خاصة لحرم رئيس جمهورية إندونيسيا.

- وإلى جانب تلك الوظائف، تعتبر الدكتورة نور حياتي علي السقاف من أنصار قضية المساواة بين الجنسين ، وحقوق المرأة وتمكينها.

- عملت على استضافة وإخراج برنامج (وجهة نظر المرأة التلفزيوني ) في القناة التلفزيونية الإندونيسية.

- كانت تعمل مديرا عاما لشركة الشقاف وشركاه للاستشارات المالية (1998-2004) وقبلها كانت مساعدة لدى شركة وينارتو وسومارتتو وشركاه (1993-1998).

- وكانت نشاطاتها الدولي في أوائل سنوات دراستها بالجامعة تتمثل في عضويتها في الجمعية الطلابية للعلاقات العامة الأمريكية (PRSSA) مدينة لوس أنجلوس. وفي جمعية ميجورو للصداقة (Mifa) في طوكيو، اليابان، وكانت الممثل الوطني للرابطة الدولية للجهود التطوعية، إضافة إلى احتكاكها القوي مع القضايا السياسية والاجتماعية لتصبح الدكتورة نور حياتي علي السقاف الراعية والمؤسسة لعدد من المؤسسات، مثل مركز نور حياتي علي السقاف للديمقراطية، وكذلك مؤسسات الفكر والرأي، التي تتناول القضايا المتعلقة بالمرأة والشباب، وحقوق الطفل، والديمقراطية، والتعليم.

- في عام 2003 ، التحقت بالحزب الديموقراطي وأصبحت ناشطة في بنية الحزب التنظيمية، عينت فيما بعد مديرا لشؤون الحملة الانتخابية، ومديرا لشؤون العلاقات العامة ، إلى جانب منصب نائب الأمين العام ورئيس قسم الشؤون الخارجية

## البرلمان الوطني
وفي سياق أنشطتها البرلمانية منذ عام 2004، شاركت الدكتورة نور حياتي السقاف في عدد من اللجان بمجلس النواب الإندونيسى:
- اللجنة السادسة للتجارة والصناعة والاستثمار والشركات الصغيرة والمتوسطة الحجم، ومؤسسات الدولة، والتوحيد الوطني، ولجنة الدفاع والاستخبارات والشؤون الخارجية والاتصالات والمعلومات.

- تترأس حاليا الاتحاد البرلماني الدولي، فرع إندونيسيا، كما ترأست الفريق العامل المعني بالأهداف الإنمائية للألفية الجديدة، إلى جانب كونها نائبة رئيس لجنة التعاون البرلماني.

- كما عملت أيضا بمثابة نقطة اتصال مجلس النواب الاندونيسى، مع اتفاقية الأمم المتحدة لمكافحة التصحر.

## الاتحاد البرلماني الدولي
منذ انضمامها إلى الوفد الإندونيسي لمؤتمرات الاتحاد البرلماني الدولي تولت الدكتورة السقاف منصب نائبة الرئيس الأول للجنة التنسيقية لاجتماع النساء البرلمانيات كما تعمل كمشاركة ناشطة وبصفتها رئيسة في اجتماعات لجان الصياغة واللجان التابعة للاتحاد البرلماني الدولي، وبوصفها عضوا في اللجنة التنفيذية واللجنة الفرعية للشؤون المالية.
تترأس حاليا لجنة التنسيق للنساء البرلمانيات التابعة للاتحاد البرلماني الدولي.
ترأست الدكتورة السقاف الوفد الإندونيسي المشارك في الاجتماع الـ 124 للاتحاد البرلماني الدولي في مدينة بنما عام 2011 ، والمشارك في الاجتماع الـ 123 للاتحاد البرلماني الدولي في جنيف، سويسرا.
بناء على تلك الصلاحيات المخولة إليه وبالإضافة إلى تجربتها كعضو في اللجنة التنفيذية للاتحاد البرلماني الدولي، ولا سيما في اللجنة الفرعية للشؤون المالية، رسمت الدكتورة السقاف تنفيذ خطة الاتحاد الاستراتيجية 2011-2017 من أجل خلق عالم البرلمانات والديمقراطيات بشكل أفضل وأقوى.
بالإضافة إلى ذلك، بقيت الدكتورة السقاف صامدة في رسم أهدافها نحو تمكين البرلمانيين في مختلف أنحاء العالم ، وذلك من خلال تحسين قدراتهم الشخصية ، من أجل الارتقاء بدورهم نحو تحقيق ما يسمى بـ [واجب النبلاء] الذي يعد واجبا مشرفا لهم.
انطلاقا من تلك الرؤية، قررت الدكتورة السقاف الدفع باتجاه هدفها نحو تعزيز مكانة الاتحاد البرلماني الدولي في الشؤون العالمية ، كشريك على قدم المساواة مع لحكومات الوطنية وكذلك مع الأمم المتحدة، في حل التحديات المعاصرة وخلق عالم أفضل للجميع. ومن أجل القيام بذلك، رأت الدكتورة السقاف ضرورة أن يعمل الاتحاد البرلماني الدولي على تعزيز علاقاتها مع الشعب ووسائل الإعلام، وذلك من خلال أداء دور أكبر باعتباره جسرا استراتيجيا يربط بين الحكومة والشعب الذي يخدمه، والمجتمع المدني، والعكس بالعكس.
علاوة على ذلك، اعتبرت الدكتورة السقاف الاتحاد البرلماني الدولي علة وجود هيئة دولية تمثل الشعب في أداء الواجب المشرف لخدمة احتياجات الشعب.
لذلك رأت الدكتورة السقاف بأن الاتحاد البرلماني الدولي ينبغي أن يكون قادرا على أداء دورها الأكبر في المسائل التي تؤثر على الناس بشكل مباشر في أرجاء العالم، تحديدا في مسألة التنمية المستدامة، وتعميم المنظور الجنساني، وتمكين الشباب، وحماية الأطفال، والبيئة، والتخفيف من آثار الكوارث، وبالتالي تحقيق الأهداف الإنمائية للألفية.

## المنظمات الدولية الأخرى
اعتقادا منها بضرورة تنمية البعد الإقليمي والدولي للتعاون البرلماني، فقد لعبت الدكتورة السقاف دورها النشط في المحافل الدولية والإقليمية مثل:
1. الأمم المتحدة (UN).
2. والمؤتمر الدولي للأحزاب السياسية الآسيوية (ICAPP).
3. والجمعية البرلمانية الآسيوية (APA).
4. وجمعية آسيان البرلمانية، ومنتدى آسيا والمحيط الهادئ البرلمانيين للتربية والتعليم (FASPPED)، واتحاد مجالس الدول الأعضاء في منظمة المؤتمر الإسلامي.[16]

## معلومات أخرى
للدكتورة السقاف مشاركتها كمحاضرة في مختلف الندوات الوطنية والإقليمية والدولية وفي ورشات عمل حول كثير من القضايا، بما في ذلك الأهداف الإنمائية للألفية، وقضايا النساء والأطفال، والكوارث الطبيعية، والتنمية، والديمقراطية ، والقيادة الشبابية والقضايا التطوعية والقضايا الدينية والمشتركة بين الأديان.
تجيد الدكتورة السقاف اللغتين اليابانية والإنجليزية بطلاقة وتتحدث اللغة العربية بسهولة.
حصلت الدكتورة السقاف على درجة تعادل الليسانس في إدارة الموارد البشرية من معهد ماجاباهيت العالي للإدارة، مالانغ، جاوى الشرقية، إندونيسيا.
ذهبت للدراسة في جامعة إندونيسيا وحصلت على درجة الماجستير في الدراسات الأمريكية. وبعد الحصول على شهادة الدكتوراه في الدراسات الاجتماعية والسياسية في جامعة غاجاه مادا في يوجياكارتا، حضرت في جامعة هارفارد كلية كنيدي للتعليم التنفيذي والقادة في التنمية: إدارة التغيير في عالم ديناميكي ، الولايات المتحدة ، في يونيو 2010.
حصلت الدكتورة السقاف أيضا على درجة الدبلوم في الطب بجامعة براويجايا، مالانغ، إندونيسيا، والدبلوم في العلاقات العامة من معهد مدينة لوس أنجليس